# Sesc Casa Verde

O SESC Casa Verde é uma unidade cultural do Serviço Social do Comércio na Avenida Casa Verde, no Jardim São Bento, na Zona Norte de São Paulo. A unidade foi inaugurada em 27 de outubro de 2023. A unidade é a segunda do SESC na região e projetada para ser a maior em área da cidade de São Paulo, com o projeto completo excedendo 45 mil metros quadrados.
Um dos intuitos da unidade é valorizar a cultura do bairro e sua influência para o samba na capital paulistana.

## Espaço
A área da unidade conta com uma praça, uma brinquedoteca, um espaco para atividades esportivas e apresentações artística e uma cafeteria, além de outras áreas. O espaço para atividades é uma arena aberta com 150 lugares.